# Natation sportive aux championnats du monde de natation 2013
Navigation
Shanghai 2011 Kazan 2015
40 épreuves de natation sportive sont disputées dans le cadre des Championnats du monde de natation 2013 organisés à Barcelone (Espagne). Elles se déroulent du 28 juillet au 4 aout 2013 au cœur du  Palau Sant Jordi.

## Nage libre

### 50 m nage libre
| Rang | Pays              | Nageur               | Temps   |  |
| ---- | ----------------- | -------------------- | ------- |  |
| 1    | Brésil            | César Cielo          | 21 s 32 |  |
| 2    | Russie            | Vladimir Morozov     | 21 s 47 |  |
| 3    | Trinité-et-Tobago | George Bovell        | 21 s 51 |  |
| 4    | États-Unis        | Nathan Adrian        | 21 s 60 |  |
| 5    | France            | Florent Manaudou     | 21 s 64 |  |
| 6    | États-Unis        | Anthony Ervin        | 21 s 65 |  |
| 7    | Afrique du Sud    | Roland Mark Schoeman | 21 s 85 |  |
| 8    | France            | Frédérick Bousquet   | 21 s 93 |  |

| Rang | Pays        | Nageuse               | Temps   |  |
| ---- | ----------- | --------------------- | ------- |  |
| 1    | Pays-Bas    | Ranomi Kromowidjojo   | 24 s 05 |  |
| 2    | Australie   | Cate Campbell         | 24 s 14 |  |
| 3    | Royaume-Uni | Francesca Halsall     | 24 s 30 |  |
| 4    | Suède       | Sarah Sjöström        | 24 s 45 |  |
| 5    | Australie   | Bronte Campbell       | 24 s 66 |  |
| 5    | Danemark    | Jeanette Ottesen Gray | 24 s 66 |  |
| 7    | États-Unis  | Simone Manuel         | 24 s 80 |  |
| 8    | Allemagne   | Dorothea Brandt       | 24 s 81 |  |

### 100 m nage libre
| Rang | Pays       | Nageur              | Temps   |  |
| ---- | ---------- | ------------------- | ------- |  |
| 1    | Australie  | James Magnussen     | 47 s 71 |  |
| 2    | États-Unis | James Feigen        | 47 s 82 |  |
| 3    | États-Unis | Nathan Adrian       | 47 s 84 |  |
| 4    | Australie  | Cameron McEvoy      | 47 s 88 |  |
| 5    | Russie     | Vladimir Morozov    | 48 s 01 |  |
| 6    | Brésil     | Marcelo Chierighini | 48 s 28 |  |
| 7    | France     | Fabien Gilot        | 48 s 33 |  |
| 8    | Italie     | Luca Dotto          | 48 s 58 |  |

| Rang | Pays       | Nageuse             | Temps   |  |
| ---- | ---------- | ------------------- | ------- |  |
| 1    | Australie  | Cate Campbell       | 52 s 34 |  |
| 2    | Suède      | Sarah Sjöström      | 52 s 89 |  |
| 3    | Pays-Bas   | Ranomi Kromowidjojo | 53 s 42 |  |
| 4    | États-Unis | Missy Franklin      | 53 s 47 |  |
| 5    | Pays-Bas   | Femke Heemskerk     | 53 s 67 |  |
| 6    | Allemagne  | Britta Steffen      | 53 s 75 |  |
| 7    | Chine      | Tang Yi             | 54 s 27 |  |
| 8    | États-Unis | Shannon Vreeland    | 54 s 49 |  |

### 200 m nage libre
| Rang | Pays        | Nageur               | Temps         |  |
| ---- | ----------- | -------------------- | ------------- |  |
| 1    | France      | Yannick Agnel        | 1 min 44 s 20 |  |
| 2    | États-Unis  | Conor Dwyer          | 1 min 45 s 32 |  |
| 3    | Russie      | Danila Izotov        | 1 min 45 s 59 |  |
| 4    | États-Unis  | Ryan Lochte          | 1 min 45 s 64 |  |
| 5    | Japon       | Kōsuke Hagino        | 1 min 45 s 94 |  |
| 6    | Royaume-Uni | Robert Renwick       | 1 min 46 s 52 |  |
| 7    | Australie   | Cameron McEvoy       | 1 min 46 s 63 |  |
| 8    | Australie   | Thomas Fraser-Holmes | 1 min 47 s 11 |  |

| Rang | Pays       | Nageuse              | Temps         |  |
| ---- | ---------- | -------------------- | ------------- |  |
| 1    | États-Unis | Missy Franklin       | 1 min 54 s 81 |  |
| 2    | Italie     | Federica Pellegrini  | 1 min 55 s 14 |  |
| 3    | France     | Camille Muffat       | 1 min 55 s 72 |  |
| 4    | Suède      | Sarah Sjöström       | 1 min 56 s 63 |  |
| 5    | Espagne    | Melanie Costa Schmid | 1 min 57 s 04 |  |
| 6    | Australie  | Kylie Palmer         | 1 min 57 s 14 |  |
| 7    | États-Unis | Shannon Vreeland     | 1 min 57 s 41 |  |
| 8    | France     | Charlotte Bonnet     | 1 min 57 s 56 |  |

### 400 m nage libre
| Rang | Pays           | Nageur            | Temps         |    |
| ---- | -------------- | ----------------- | ------------- | -- |
| 1    | Chine          | Sun Yang          | 3 min 41 s 59 |    |
| 2    | Japon          | Kosuke Hagino     | 3 min 44 s 82 | RN |
| 3    | États-Unis     | Connor Jaeger     | 3 min 44 s 85 |    |
| 4    | Canada         | Ryan Cochrane     | 3 min 45 s 02 |    |
| 5    | Royaume-Uni    | James Guy         | 3 min 47 s 96 |    |
| 6    | Afrique du Sud | Devon Myles Brown | 3 min 48 s 40 |    |
| 6    | Australie      | Jordan Harrison   | 3 min 48 s 40 |    |
| 8    | Chine          | Yun Hao           | 3 min 48 s 88 |    |

| Rang | Pays             | Nageuse              | Temps         |     |
| ---- | ---------------- | -------------------- | ------------- | --- |
| 1    | États-Unis       | Katie Ledecky        | 3 min 59 s 82 | RAm |
| 2    | Espagne          | Melanie Costa Schmid | 4 min 2 s 47  | RN  |
| 3    | Nouvelle-Zélande | Lauren Boyle         | 4 min 3 s 89  |     |
| 4    | Royaume-Uni      | Jazmin Carlin        | 4 min 4 s 03  |     |
| 5    | Hongrie          | Boglarka Kapas       | 4 min 5 s 90  |     |
| 6    | Venezuela        | Andreina Pinto       | 4 min 7 s 14  |     |
| 7    | France           | Camille Muffat       | 4 min 7 s 67  |     |
| 8    | Australie        | Kylie Palmer         | 4 min 8 s 13  |     |

### 800 m nage libre
| Rang | Pays       | Nageur               | Temps         |  |
| ---- | ---------- | -------------------- | ------------- |  |
| 1    | Chine      | Sun Yang             | 7 min 41 s 36 |  |
| 2    | États-Unis | Michael McBroom      | 7 min 43 s 60 |  |
| 3    | Canada     | Ryan Cochrane        | 7 min 43 s 70 |  |
| 4    | États-Unis | Connor Jaeger        | 7 min 44 s 26 |  |
| 5    | Australie  | Jordan Harrison      | 7 min 47 s 38 |  |
| 6    | Italie     | Gregorio Paltrinieri | 7 min 50 s 29 |  |
| 7    | Îles Féroé | Pál Joensen          | 7 min 52 s 57 |  |
| 8    | Tunisie    | Oussama Mellouli     | 7 min 52 s 79 |  |

| Rang | Pays             | Nageuse                | Temps         |             |
| ---- | ---------------- | ---------------------- | ------------- | ----------- |
| 1    | États-Unis       | Katie Ledecky          | 8 min 13 s 86 | RM, RC, RAm |
| 2    | Danemark         | Lotte Friis            | 8 min 16 s 32 |             |
| 3    | Nouvelle-Zélande | Lauren Boyle           | 8 min 18 s 58 | ROc         |
| 4    | Hongrie          | Boglárka Kapás         | 8 min 21 s 21 |             |
| 5    | Espagne          | Mireia Belmonte García | 8 min 21 s 99 |             |
| 6    | États-Unis       | Chloe Sutton           | 8 min 27 s 75 |             |
| 7    | Venezuela        | Andreina Sutton        | 8 min 29 s 37 |             |
| 8    | Italie           | Martina De Memme       | 8 min 37 s 29 |             |

### 1500 m nage libre
| Rang | Pays        | Nageur               | Temps          |  |
| ---- | ----------- | -------------------- | -------------- |  |
| 1    | Chine       | Sun Yang             | 14 min 41 s 15 |  |
| 2    | Canada      | Ryan Cochrane        | 14 min 42 s 48 |  |
| 3    | Italie      | Gregorio Paltrinieri | 14 min 45 s 37 |  |
| 4    | États-Unis  | Connor Jaeger        | 14 min 47 s 96 |  |
| 5    | États-Unis  | Michael McBroom      | 14 min 53 s 95 |  |
| 6    | Australie   | Jordan Harrison      | 15 min 0 s 44  |  |
| 7    | Îles Féroé  | Pál Joensen          | 15 min 3 s 10  |  |
| 8    | Royaume-Uni | Daniel Fogg          | 15 min 5 s 92  |  |

| Rang | Pays             | Nageuse                 | Temps          |        |
| ---- | ---------------- | ----------------------- | -------------- | ------ |
| 1    | États-Unis       | Katie Ledecky           | 15 min 36 s 53 | RM, RC |
| 2    | Danemark         | Lotte Friis             | 15 min 38 s 88 | RE     |
| 3    | Nouvelle-Zélande | Lauren Boyle            | 15 min 44 s 71 | ROc    |
| 4    | Espagne          | Mireia Belmonte García  | 15 min 58 s 83 |        |
| 5    | Chine            | Danlu Xu                | 16 min 0 s 44  |        |
| 6    | Chili            | Schimpl Kristel Kobrich | 16 min 1 s 94  |        |
| 7    | Hongrie          | Boglarka Kapas          | 16 min 6 s 89  |        |
| 8    | États-Unis       | Chloe Sutton            | 16 min 9 s 65  |        |

## Dos

### 50 m dos
| Rang | Pays       | Nageur             | Temps   |  |  |
| ---- | ---------- | ------------------ | ------- |  |  |
| 1    | France     | Camille Lacourt    | 24 s 42 |  |  |
| 2    | France     | Jérémy Stravius    | 24 s 54 |  |  |
| 2    | États-Unis | Matt Grevers       | 24 s 54 |  |  |
| 4    | Espagne    | Aschwin Wildeboer  | 24 s 58 |  |  |
| 5    | Chine      | Sun Xiaolei        | 24 s 76 |  |  |
| 6    | Brésil     | Daniel Orzechowski | 24 s 87 |  |  |
| 7    | Israël     | Guy Barnea         | 25 s 14 |  |  |
| 8    | Israël     | Jonatan Kopelev    | 25 s 19 |  |  |

| Rang | Pays        | Nageuse                | Temps   |  |
| ---- | ----------- | ---------------------- | ------- |  |
| 1    | Chine       | Zhao Jing              | 27 s 29 |  |
| 2    | Chine       | Fu Yuanhui             | 27 s 39 |  |
| 3    | Japon       | Aya Terakawa           | 27 s 53 |  |
| 4    | Brésil      | Etiene Medeiros        | 27 s 83 |  |
| 5    | Espagne     | Mercedes Peris Minguet | 27 s 93 |  |
| 6    | Royaume-Uni | Georgia Davies         | 27 s 96 |  |
| 7    | États-Unis  | Rachel Bootsma         | 28 s 05 |  |
| 8    | Royaume-Uni | Lauren Quigley         | 28 s 33 |  |

### 100 m dos
| Rang | Pays             | Nageur          | Temps   |  |
| ---- | ---------------- | --------------- | ------- |  |
| 1    | États-Unis       | Matt Grevers    | 52 s 93 |  |
| 2    | États-Unis       | David Plummer   | 53 s 12 |  |
| 3    | France           | Jérémy Stravius | 53 s 21 |  |
| 4    | Japon            | Ryōsuke Irie    | 53 s 29 |  |
| 5    | France           | Camille Lacourt | 53 s 51 |  |
| 6    | Australie        | Ashley Delaney  | 53 s 55 |  |
| 7    | Japon            | Kōsuke Hagino   | 53 s 93 |  |
| 8    | Nouvelle-Zélande | Gareth Kean     | 54 s 25 |  |

| Rang | Pays       | Nageuse          | Temps        |  |
| ---- | ---------- | ---------------- | ------------ |  |
| 1    | États-Unis | Missy Franklin   | 58 s 42      |  |
| 2    | Australie  | Emily Seebohm    | 59 s 06      |  |
| 3    | Japon      | Aya Terakawa     | 59 s 23      |  |
| 4    | États-Unis | Elizabeth Pelton | 59 s 45      |  |
| 5    | Chine      | Fu Yuanhui       | 59 s 61      |  |
| 6    | Tchéquie   | Simona Baumrtová | 59 s 84      |  |
| 7    | Ukraine    | Daryna Zevina    | 1 min 0 s 16 |  |
| 8    | Australie  | Belinda Hocking  | 1 min 0 s 29 |  |

### 200 m dos
| Rang | Pays        | Nageur           | Temps         |    |
| ---- | ----------- | ---------------- | ------------- | -- |
| 1    | États-Unis  | Ryan Lochte      | 1 min 53 s 79 |    |
| 2    | Pologne     | Radosław Kawęcki | 1 min 54 s 24 | RE |
| 3    | États-Unis  | Tyler Clary      | 1 min 54 s 64 |    |
| 4    | Japon       | Ryōsuke Irie     | 1 min 55 s 07 |    |
| 5    | Japon       | Kōsuke Hagino    | 1 min 55 s 43 |    |
| 6    | Royaume-Uni | Craig McNally    | 1 min 55 s 67 |    |
| 7    | Chine       | Xu Jiayu         | 1 min 57 s 13 |    |
| 8    | Hongrie     | Péter Bernek     | 1 min 58 s 26 |    |

| Rang | Pays       | Nageuse          | Temps         |    |
| ---- | ---------- | ---------------- | ------------- | -- |
| 1    | États-Unis | Missy Franklin   | 2 min 4 s 76  | RC |
| 2    | Australie  | Belinda Hocking  | 2 min 6 s 66  |    |
| 3    | Canada     | Hilary Caldwell  | 2 min 6 s 80  |    |
| 4    | Ukraine    | Daryna Zevina    | 2 min 8 s 72  |    |
| 5    | États-Unis | Elizabeth Pelton | 2 min 8 s 98  |    |
| 6    | Hongrie    | Katinka Hosszú   | 2 min 9 s 08  |    |
| 7    | Canada     | Sinead Russell   | 2 min 10 s 46 |    |
| 8    | Russie     | Daria Ustinova   | 2 min 11 s 30 |    |

## Brasse

### 50 m brasse
| Rang | Pays             | Nageur                | Temps   |  |
| ---- | ---------------- | --------------------- | ------- |  |
| 1    | Afrique du Sud   | Cameron van der Burgh | 26 s 77 |  |
| 2    | Australie        | Christian Sprenger    | 26 s 78 |  |
| 3    | Afrique du Sud   | Giulio Zorzi          | 27 s 04 |  |
| 4    | Slovénie         | Damir Dugonjic        | 27 s 05 |  |
| 5    | Brésil           | Joao Gomes Junior     | 27 s 20 |  |
| 6    | Nouvelle-Zélande | Glenn Snyders         | 27 s 21 |  |
| 7    | Suède            | Johannes Skagius      | 27 s 48 |  |
| 8    | Italie           | Mattia Pesce          | 27 s 53 |  |

| Rang | Pays       | Nageuse               | Temps   |     |
| ---- | ---------- | --------------------- | ------- | --- |
| 1    | Russie     | Yuliya Efimova        | 29 s 52 |     |
| 2    | Lituanie   | Rūta Meilutytė        | 29 s 59 |     |
| 3    | États-Unis | Jessica Hardy         | 29 s 80 | RAm |
| 4    | États-Unis | Breeja Larson         | 29 s 95 |     |
| 5    | Suède      | Jennie Johansson      | 30 s 23 |     |
| 6    | Danemark   | Rikke Møller Pedersen | 30 s 72 |     |
| 7    | Pays-Bas   | Moniek Nijhuis        | 31 s 31 |     |
|      | Tchéquie   | Petra Chocová         | disq.   |     |

### 100 m brasse
| Rang | Pays           | Nageur                | Temps        |  |
| ---- | -------------- | --------------------- | ------------ |  |
| 1    | Australie      | Christian Sprenger    | 58 s 79      |  |
| 2    | Afrique du Sud | Cameron van der Burgh | 58 s 97      |  |
| 3    | Brésil         | Felipe Lima           | 59 s 65      |  |
| 4    | Slovénie       | Damir Dugonjic        | 59 s 68      |  |
| 5    | Italie         | Fabio Scozzoli        | 59 s 70      |  |
| 6    | Japon          | Kōsuke Kitajima       | 59 s 98      |  |
| 7    | États-Unis     | Kevin Cordes          | 1 min 0 s 02 |  |
| 8    | États-Unis     | Nicolas Fink          | 1 min 0 s 10 |  |

| Rang | Pays       | Nageuse                 | Temps        |  |
| ---- | ---------- | ----------------------- | ------------ |  |
| 1    | Lituanie   | Rūta Meilutytė          | 1 min 4 s 42 |  |
| 2    | Russie     | Yuliya Efimova          | 1 min 5 s 02 |  |
| 3    | États-Unis | Jessica Hardy           | 1 min 5 s 52 |  |
| 4    | Danemark   | Rikke Møller Pedersen   | 1 min 5 s 93 |  |
| 5    | États-Unis | Breeja Larson           | 1 min 6 s 74 |  |
| 6    | Ukraine    | Viktoriya Solnceva      | 1 min 6 s 81 |  |
| 7    | Espagne    | Marina Garcia Urzainqui | 1 min 7 s 08 |  |
| 8    | Suède      | Jennie Johansson        | 1 min 7 s 41 |  |

### 200 m brasse
| Rang | Pays        | Nageur               | Temps         |  |
| ---- | ----------- | -------------------- | ------------- |  |
| 1    | Hongrie     | Dániel Gyurta        | 2 min 7 s 23  |  |
| 2    | Allemagne   | Marco Koch           | 2 min 8 s 54  |  |
| 3    | Finlande    | Matti Mattsson       | 2 min 8 s 95  |  |
| 4    | Royaume-Uni | Andrew Willis        | 2 min 9 s 13  |  |
| 5    | Royaume-Uni | Michael Jamieson     | 2 min 9 s 14  |  |
| 6    | Russie      | Vyacheslav Sinkevich | 2 min 9 s 34  |  |
| 7    | Japon       | Akihiro Yamaguchi    | 2 min 9 s 57  |  |
| 8    | Japon       | Ryo Tateishi         | 2 min 10 s 28 |  |

| Rang | Pays       | Nageuse                 | Temps         |  |
| ---- | ---------- | ----------------------- | ------------- |  |
| 1    | Russie     | Yuliya Efimova          | 2 min 19 s 41 |  |
| 2    | Danemark   | Rikke Møller Pedersen   | 2 min 20 s 08 |  |
| 3    | États-Unis | Micah Lawrence          | 2 min 22 s 37 |  |
| 4    | Japon      | Rie Kaneto              | 2 min 22 s 96 |  |
| 5    | Ukraine    | Victoria Solntseva      | 2 min 23 s 01 |  |
| 6    | Espagne    | Marina García Urzainqui | 2 min 23 s 55 |  |
| 7    | Australie  | Sally Foster            | 2 min 24 s 01 |  |
| 8    | Canada     | Martha McCabe           | 2 min 25 s 21 |  |

## Papillon

### 50 m papillon
| Rang | Pays        | Nageur             | Temps   |  |
| ---- | ----------- | ------------------ | ------- |  |
| 1    | Brésil      | César Cielo        | 23 s 01 |  |
| 2    | États-Unis  | Eugene Godsoe      | 23 s 05 |  |
| 3    | France      | Frédérick Bousquet | 23 s 11 |  |
| 4    | Brésil      | Nicholas Santos    | 23 s 21 |  |
| 5    | Russie      | Andrii Govorov     | 23 s 22 |  |
| 6    | Biélorussie | Yauhen Tsurkin     | 23 s 28 |  |
| 7    | Allemagne   | Steffen Deibler    | 23 s 28 |  |
| 8    | France      | Florent Manaudou   | 23 s 35 |  |

| Rang | Pays        | Nageuse               | Temps   |     |
| ---- | ----------- | --------------------- | ------- | --- |
| 1    | Danemark    | Jeanette Ottesen Gray | 25 s 24 |     |
| 2    | Chine       | Lu Ying               | 25 s 42 | RAs |
| 3    | Pays-Bas    | Ranomi Kromowidjojo   | 25 s 53 |     |
| 4    | Royaume-Uni | Francesca Halsall     | 25 s 70 |     |
| 5    | Pays-Bas    | Inge Dekker           | 25 s 83 |     |
| 6    | France      | Mélanie Henique       | 25 s 96 |     |
| 7    | Égypte      | Farida Osman          | 26 s 17 |     |
| 8    | États-Unis  | Dana Vollmer          | 26 s 46 |     |

### 100 m papillon
| Rang | Pays           | Nageur               | Temps   |  |
| ---- | -------------- | -------------------- | ------- |  |
| 1    | Afrique du Sud | Chad le Clos         | 51 s 06 |  |
| 2    | Hongrie        | László Cseh          | 51 s 45 |  |
| 3    | Pologne        | Konrad Czerniak      | 51 s 46 |  |
| 4    | Allemagne      | Steffen Deibler      | 51 s 54 |  |
| 5    | Russie         | Yevgeniy Korotychkin | 51 s 57 |  |
| 6    | États-Unis     | Ryan Lochte          | 51 s 58 |  |
| 7    | Italie         | Matteo Rivolta       | 51 s 65 |  |
| 7    | Biélorussie    | Yauhen Tsurkin       | 51 s 65 |  |

| Rang | Pays       | Nageuse               | Temps   |  |
| ---- | ---------- | --------------------- | ------- |  |
| 1    | Suède      | Sarah Sjöström        | 56 s 53 |  |
| 2    | Australie  | Alicia Coutts         | 56 s 97 |  |
| 3    | États-Unis | Dana Vollmer          | 57 s 24 |  |
| 4    | Danemark   | Jeanette Ottesen Gray | 57 s 27 |  |
| 5    | Canada     | Katerine Savard       | 57 s 97 |  |
| 6    | Italie     | Ilaria Bianchi        | 58 s 11 |  |
| 7    | Canada     | Noémie Ip-Ting Thomas | 58 s 13 |  |
| 8    | États-Unis | Claire Donahue        | 58 s 30 |  |

### 200 m papillon
| Rang | Pays           | Nageur             | Temps         |  |
| ---- | -------------- | ------------------ | ------------- |  |
| 1    | Afrique du Sud | Chad le Clos       | 1 min 54 s 32 |  |
| 2    | Pologne        | Paweł Korzeniowski | 1 min 55 s 01 |  |
| 3    | Chine          | Wu Peng            | 1 min 55 s 09 |  |
| 4    | Chine          | Chen Yin           | 1 min 55 s 47 |  |
| 5    | États-Unis     | Tom Luchsinger     | 1 min 55 s 70 |  |
| 6    | Russie         | Nikolay Skvortsov  | 1 min 56 s 02 |  |
| 7    | États-Unis     | Tyler Clary        | 1 min 56 s 34 |  |
| 8    | Brésil         | Taylor de Deus     | 1 min 56 s 44 |  |

| Rang | Pays       | Nageuse                | Temps        |  |
| ---- | ---------- | ---------------------- | ------------ |  |
| 1    | Chine      | Liu Zige               | 2 min 4 s 59 |  |
| 2    | Espagne    | Mireia Belmonte García | 2 min 4 s 78 |  |
| 3    | Hongrie    | Katinka Hosszú         | 2 min 5 s 59 |  |
| 4    | Japon      | Natsumi Hoshi          | 2 min 6 s 09 |  |
| 5    | Hongrie    | Zsuzsanna Jakabos      | 2 min 6 s 58 |  |
| 6    | Chine      | Jiao Liuyang           | 2 min 6 s 65 |  |
| 7    | États-Unis | Cammile Adams          | 2 min 7 s 73 |  |
| 8    | Espagne    | Judit Ignacio Sorribes | 2 min 8 s 40 |  |

## 4 nages

### 200 m 4 nages
| Rang | Pays       | Nageur         | Temps         |  |
| ---- | ---------- | -------------- | ------------- |  |
| 1    | États-Unis | Ryan Lochte    | 1 min 54 s 98 |  |
| 2    | Japon      | Kōsuke Hagino  | 1 min 56 s 29 |  |
| 3    | Brésil     | Thiago Pereira | 1 min 56 s 30 |  |
| 4    | Chine      | Wang Shun      | 1 min 56 s 86 |  |
| 5    | Hongrie    | László Cseh    | 1 min 57 s 70 |  |
| 6    | Australie  | Daniel Tranter | 1 min 57 s 88 |  |
| 7    | Japon      | Daiya Seto     | 1 min 58 s 45 |  |
| 8    | Suède      | Simon Sjödin   | 1 min 59 s 79 |  |

| Rang | Pays        | Nageuse                | Temps         |  |
| ---- | ----------- | ---------------------- | ------------- |  |
| 1    | Hongrie     | Katinka Hosszú         | 2 min 7 s 92  |  |
| 2    | Australie   | Alicia Coutts          | 2 min 9 s 39  |  |
| 3    | Espagne     | Mireia Belmonte García | 2 min 9 s 45  |  |
| 4    | Chine       | Ye Shiwen              | 2 min 10 s 48 |  |
| 5    | États-Unis  | Caitlin Leverenz       | 2 min 10 s 73 |  |
| 6    | Hongrie     | Zsuzsanna Jakabos      | 2 min 10 s 95 |  |
| 7    | Royaume-Uni | Sophie Allen           | 2 min 11 s 32 |  |
| 8    | Royaume-Uni | Sobhian-Marie O'Connor | 2 min 12 s 03 |  |

### 400 m 4 nages
| Rang | Pays        | Nageur               | Temps         |  |
| ---- | ----------- | -------------------- | ------------- |  |
| 1    | Japon       | Daiya Seto           | 4 min 8 s 69  |  |
| 2    | États-Unis  | Chase Kalisz         | 4 min 9 s 22  |  |
| 3    | Brésil      | Thiago Pereira       | 4 min 9 s 48  |  |
| 4    | États-Unis  | Tyler Clary          | 4 min 10 s 39 |  |
| 5    | Japon       | Kōsuke Hagino        | 4 min 10 s 77 |  |
| 6    | Hongrie     | Dávid Verrasztó      | 4 min 13 s 68 |  |
| 7    | Royaume-Uni | Daniel Wallace       | 4 min 13 s 72 |  |
| 8    | Australie   | Thomas Fraser-Holmes | 4 min 17 s 46 |  |

| Rang | Pays        | Nageuse                | Temps         |  |
| ---- | ----------- | ---------------------- | ------------- |  |
| 1    | Hongrie     | Katinka Hosszú         | 4 min 30 s 41 |  |
| 2    | Espagne     | Mireia Belmonte García | 4 min 31 s 21 |  |
| 3    | États-Unis  | Elizabeth Beisel       | 4 min 31 s 69 |  |
| 4    | États-Unis  | Madeline Dirado        | 4 min 32 s 70 |  |
| 5    | Royaume-Uni | Hannah Miley           | 4 min 34 s 16 |  |
| 6    | Hongrie     | Zsuzsanna Jakabos      | 4 min 34 s 50 |  |
| 7    | Chine       | Ye Shiwen              | 4 min 38 s 51 |  |
| 8    | Japon       | Miyu Otsuka            | 4 min 39 s 21 |  |

## Relais

### 4 × 100 m nage libre
| Rang | Pays       | Nageurs                                                               | Temps         |  |
| ---- | ---------- | --------------------------------------------------------------------- | ------------- |  |
| 1    | France     | Yannick Agnel Florent Manaudou Fabien Gilot Jérémy Stravius           | 3 min 11 s 18 |  |
| 2    | États-Unis | Nathan Adrian Ryan Lochte Anthony Ervin James Feigen                  | 3 min 11 s 42 |  |
| 3    | Russie     | Andrey Grechin Nikita Lobintsev Vladimir Morozov Danila Izotov        | 3 min 11 s 44 |  |
| 4    | Australie  | James Magnussen Cameron McEvoy Tommaso d'Orsogna James Roberts        | 3 min 11 s 58 |  |
| 5    | Italie     | Luca Dotto Luca Leonardi Marco Orsi Filippo Magnini                   | 3 min 12 s 62 |  |
| 6    | Allemagne  | Steffen Deibler Markus Deibler Christoph Fildebrandt Dimitri Colupaev | 3 min 13 s 77 |  |
| 7    | Brésil     | Nicolas Oliveira Fernando Santos Vinicius Waked Marcelo Chierighini   | 3 min 14 s 45 |  |
| 8    | Japon      | Shinri Shioura Kenji Kobase Takuro Fujii Kenta Ito                    | 3 min 14 s 75 |  |

| Rang | Pays       | Nageuses                                                                             | Temps         |     |
| ---- | ---------- | ------------------------------------------------------------------------------------ | ------------- | --- |
| 1    | États-Unis | Missy Franklin Natalie Coughlin Shannon Vreeland Megan Romano                        | 3 min 32 s 31 | RAm |
| 2    | Australie  | Cate Campbell Bronte Campbell Emma McKeon Alicia Coutts                              | 3 min 32 s 43 | ROc |
| 3    | Pays-Bas   | Elise Bouwens Femke Heemskerk Inge Dekker Ranomi Kromowidjojo                        | 3 min 35 s 77 |     |
| 4    | Suède      | Michelle Coleman Louise Hansson Sarah Sjöström Nathalie Lindborg                     | 3 min 36 s 56 |     |
| 5    | Canada     | Cheuk Yuen Victoria Poon Sandrine Mainville Chantal Van Landeghem Samantha Cheverton | 3 min 37 s 09 |     |
| 6    | Russie     | Veronika Popova Viktoriia Andreeva Mariya Baklakova Margarita Nesterova              | 3 min 38 s 45 |     |
| 7    | Japon      | Haruka Ueda Misaki Yamaguchi Miki Uchida Yayoi Matsumoto                             | 3 min 39 s 45 |     |
| 8    | Allemagne  | Dorothea Brandt Britta Steffen Alexandra Nathalie Wenk Daniela Schreiber             | 3 min 39 s 57 |     |

### 4 × 200 m nage libre
| Rang | Pays        | Nageurs                                                              | Temps         |  |
| ---- | ----------- | -------------------------------------------------------------------- | ------------- |  |
| 1    | États-Unis  | Conor Dwyer Ryan Lochte Charlie Houchin Ricky Berens                 | 7 min 1 s 72  |  |
| 2    | Russie      | Danila Izotov Nikita Lobintsev Artem Lobuzov Aleksandr Sukhorukov    | 7 min 3 s 92  |  |
| 3    | Chine       | Wang Shun Hao Yun Li Yunqi Sun Yang                                  | 7 min 4 s 74  |  |
| 4    | France      | Yannick Agnel Lorys Bourelly Grégory Mallet Jérémy Stravius          | 7 min 4 s 91  |  |
| 5    | Japon       | Kōsuke Hagino Sho Sotodate Yuki Kobori Takeshi Matsuda               | 7 min 4 s 95  |  |
| 6    | Allemagne   | Clemens Rapp Markus Deibler Dimitri Colupaev Yannick Lebherz         | 7 min 10 s 07 |  |
| 7    | Belgique    | Glenn Surgeloose Emmanuel Vanluchene Dieter Dekoninck Pieter Timmers | 7 min 11 s 15 |  |
| 8    | Royaume-Uni | James Guy Robert Renwick Jak Scott Joshua Walsh                      | 7 min 12 s 00 |  |

| Rang | Pays       | Nageuses                                                                  | Temps         |  |
| ---- | ---------- | ------------------------------------------------------------------------- | ------------- |  |
| 1    | États-Unis | Katie Ledecky Shannon Vreeland Karlee Bispo Missy Franklin                | 7 min 45 s 14 |  |
| 2    | Australie  | Bronte Barratt Kylie Palmer Brittany Elmslie Alicia Coutts                | 7 min 47 s 08 |  |
| 3    | France     | Camille Muffat Charlotte Bonnet Mylène Lazare Coralie Balmy               | 7 min 48 s 43 |  |
| 4    | Chine      | Ye Shiwen Shao Yiwen Guo Junjun Qiu Yuhan                                 | 7 min 49 s 79 |  |
| 5    | Espagne    | Melanie Costa Patricia Castro Mireia Belmonte García Beatriz Gómez Cortes | 7 min 53 s 20 |  |
| 6    | Canada     | Samantha Cheverton Barbara Rojas-Jardin Brittany MacLean Savannah King    | 7 min 55 s 48 |  |
| 7    | Italie     | Alice Mizzau Martina de Memme Diletta Carli Federica Pellegrini           | 7 min 57 s 91 |  |
| 8    | Japon      | Chihiro Igarashi Haruka Ueda Yasuko Miyamoto Aya Takano                   | 7 min 58 s 15 |  |

### 4 × 100 m 4 nages
| Rang | Pays       | Nageurs                                                                | Temps         |  |
| ---- | ---------- | ---------------------------------------------------------------------- | ------------- |  |
| 1    | France     | Camille Lacourt Giacomo Perez-Dortona Jérémy Stravius Fabien Gilot     | 3 min 31 s 51 |  |
| 2    | Australie  | Ashley Delaney Christian Sprenger Tommaso D'Orsogna James Magnussen    | 3 min 31 s 64 |  |
| 3    | Japon      | Ryōsuke Irie Kōsuke Kitajima Takuro Fujii Shinri Shioura               | 3 min 32 s 26 |  |
| 4    | Russie     | Vladimir Morozov Kirill Strelnikov Yevgeniy Korotychkin Andrey Grechin | 3 min 32 s 74 |  |
| 5    | Allemagne  | Felix Wolf Hendrik Feldwehr Philip Heintz Steffen Deibler              | 3 min 33 s 97 |  |
| 6    | Italie     | Mirco Di Tora Fabio Scozzoli Matteo Rivolta Marco Orsi                 | 3 min 34 s 06 |  |
| 7    | Hongrie    | László Cseh Dániel Gyurta Bence Pulai Krisztián Takács                 | 3 min 34 s 09 |  |
|      | États-Unis | Matt Grevers Kevin Cordes Ryan Lochte Nathan Adrian                    | disq.         |  |

| Rang | Pays        | Nageuses                                                            | Temps         |  |
| ---- | ----------- | ------------------------------------------------------------------- | ------------- |  |
| 1    | États-Unis  | Missy Franklin Jessica Hardy Dana Vollmer Megan Romano              | 3 min 53 s 23 |  |
| 2    | Australie   | Emily Seebohm Sally Foster Alicia Coutts Cate Campbell              | 3 min 55 s 22 |  |
| 3    | Russie      | Daria Ustinova Yuliya Efimova Svetlana Chimrova Veronika Popova     | 3 min 56 s 47 |  |
| 4    | Chine       | Fu Yuanhui Sun Ye Lu Ying Tang Yi                                   | 3 min 57 s 30 |  |
| 5    | Japon       | Aya Terakawa Satomi Suzuki Natsumi Hoshi Haruka Ueda                | 3 min 58 s 06 |  |
| 6    | Royaume-Uni | Lauren Quigley Sophie Allen Jemma Lowe Francesca Halsall            | 3 min 58 s 67 |  |
| 7    | Canada      | Hilary Caldwell Martha McCabe Katerine Savard Chantal van Landeghem | 4 min 0 s 19  |  |
| 8    | Allemagne   | Lisa Graf Caroline Ruhnau Alexandra Wenk Britta Steffen             | 4 min 1 s 81  |  |

## Légende
RM Record du monde | RAf Record d'Afrique | RAm Record d'Amérique | RAs Record d'Asie | RE Record d'Europe | ROc Record d'Océanie | RC Record des Championnats | RN Record national | disq. Disqualification

## Tableau des médailles
- Pays organisateur (Espagne)

| Rang  | Nation            | Or | Argent | Bronze | Total |
| ----- | ----------------- | -- | ------ | ------ | ----- |
| 1     | États-Unis        | 13 | 8      | 8      | 29    |
| 2     | Chine             | 5  | 2      | 2      | 9     |
| 3     | France            | 4  | 1      | 4      | 9     |
| 4     | Australie         | 3  | 10     | 0      | 13    |
| 5     | Afrique du Sud    | 3  | 1      | 1      | 5     |
| 5     | Hongrie           | 3  | 1      | 1      | 5     |
| 7     | Russie            | 2  | 3      | 3      | 8     |
| 8     | Brésil            | 2  | 0      | 3      | 5     |
| 9     | Danemark          | 1  | 3      | 0      | 4     |
| 10    | Japon             | 1  | 2      | 3      | 6     |
| 11    | Lituanie          | 1  | 1      | 0      | 2     |
| 11    | Suède             | 1  | 1      | 0      | 2     |
| 13    | Pays-Bas          | 1  | 0      | 3      | 4     |
| 14    | Espagne           | 0  | 3      | 1      | 4     |
| 15    | Pologne           | 0  | 2      | 1      | 3     |
| 16    | Canada            | 0  | 1      | 2      | 3     |
| 17    | Italie            | 0  | 1      | 1      | 2     |
| 18    | Allemagne         | 0  | 1      | 0      | 1     |
| 19    | Nouvelle-Zélande  | 0  | 0      | 3      | 3     |
| 20    | Finlande          | 0  | 0      | 1      | 1     |
| 20    | Royaume-Uni       | 0  | 0      | 1      | 1     |
| 20    | Trinité-et-Tobago | 0  | 0      | 1      | 1     |
| Total | Total             | 40 | 41     | 39     | 120   |